# Mohamed Salah
Mohamed Salah Hamed Mahrous Ghaly (arab. محمد صلاح حامد محروس غالي, ur. 15 czerwca 1992 w Basjun) – egipski piłkarz, występujący na pozycji napastnika w angielskim klubie Liverpool oraz w reprezentacji Egiptu.  
Srebrny medalista Pucharu Narodów Afryki 2017 i 2021, uczestnik Mistrzostw Świata 2018, Igrzysk Olimpijskich 2012, a także Pucharu Narodów Afryki 2019. Zdobywca Ligi Mistrzów UEFA z Liverpoolem w sezonie 2018/2019. 
Wychowanek El Mokawloon SC. W swojej karierze grał także w takich zespołach jak: FC Basel, Chelsea, ACF Fiorentina czy AS Roma. 

## Kariera klubowa

### Początki
Karierę piłkarską rozpoczynał w klubie El Mokawloon SC. Zadebiutował w drużynie seniorów w egipskiej Premier League, w meczu wyjazdowym z El Mansourą. W sezonie 2010/2011 Salah awansował do pierwszej drużyny i stał się regularnym członkiem zespołu. Strzelił pierwszego gola 25 grudnia 2010 podczas zremisowanego 1:1 starcia z Al-Ahly Kair. Zagrał w każdym spotkaniu podczas kolejnego sezonu. Jednak po katastrofie Port Said Stadium, na początku lutego 2012, Egipska Premier League wstrzymała rozgrywki, a wszystkie mecze zostały przełożone. 10 marca 2012 Egipskie Stowarzyszenie Piłki Nożnej ogłosiło decyzję o anulowaniu reszty sezonu.

### FC Basel
Salah od dłuższego czasu był obserwowany przez szwajcarską drużynę – FC Basel. 10 kwietnia 2012 ogłoszono, że zawodnik podpisał umowę z Bazyleą, obowiązującą przez cztery lata począwszy od dnia 15 czerwca 2012. Zadebiutował w meczu fazy wstępnej Ligi Mistrzów UEFA przeciwko norweskiemu klubowi FK Molde. Pierwszy mecz ligowy rozegrał 12 sierpnia przeciwko Thunowi, rozgrywając pełny wymiar czasowy. Strzelił swoją pierwszą bramkę ligową tydzień później, w wygranym 2:0 meczu z Lausanne. Pierwszą bramkę w rozgrywkach europejskich zdobył w ćwierćfinale Ligi Europy, 11 kwietnia 2013, gdy Basel awansowało do półfinału, pokonując Tottenham Hotspur 4:1 w konkursie rzutów karnych. W półfinale Salah strzelił gola z Chelsea na Stamford Bridge, mimo że przegrali 2:5. Wraz z drużyną wywalczył tytuł mistrza kraju.
6 sierpnia 2013, piłkarz po raz pierwszy w rozgrywkach Ligi Mistrzów trafił do siatki przeciwko Maccabi Tel Awiw, w ramach trzeciej rundy kwalifikacyjnej. 26 listopada zdobył zwycięską bramkę w meczu grupowym z Chelsea, zapewniając zwycięstwo 1:0. Salah ponownie odniósł sukces krajowy, pomagając w wywalczeniu piątego z rzędu tytułu mistrzowskiego FC Basel, a dla samego pomocnika był to drugi z rzędu triumf w tych rozgrywkach. Łącznie w 29 rozegranych meczach, zdobył dziesięć bramek.

### Chelsea
23 stycznia 2014, angielska drużyna Chelsea ogłosiła, że zawarła porozumienie z Bazyleą w celu transferu Salaha. 26 stycznia za kwotę ok. 11 mln funtów, piłkarz podpisał kontrakt z The Blues, stając się pierwszym Egipcjaninem w historii klubu. 8 lutego zadebiutował w Premier League, podczas zwycięstwa jego drużyny 3:0 z Newcastle. 22 marca, podczas derbowego pojedynku z Arsenalem, Salah wchodząc z ławki rezerwowych zdobył bramkę, ustalając tym samym wynik spotkania na 6:0. Przed rozpoczęciem sezonu 2014/2015 piłkarz zmienił numer na koszulce, z 15 na 17. Pomocnik nie był zadowolony ze swojej roli w zespole, dlatego też chciał aby został wypożyczony. Przed wypożyczeniem do Fiorentiny, rozegrał tylko trzy mecze we wszystkich rozgrywkach. Menedżer José Mourinho oświadczył, że dostanie medal mistrzowski, za wkład jaki włożył w grę zespołu.

### ACF Fiorentina
2 lutego 2015, Chelsea potwierdziła wypożyczenie zawodnika do włoskiej drużyny ACF Fiorentina. W ramach tej transakcji do londyńskiego klubu dołączył Juan Cuadrado. 14 lutego zdobył debiutancką bramkę w spotkaniu z Sassuolo Calcio. 5 marca podczas półfinałowego meczu Pucharu Włoch z Juventusem, piłkarz strzelił oba gole, przyczyniając się do zwycięstwa drużyny z Florencji. Pomimo tego, że umowa obowiązywała przez 18 miesięcy, Salah po zakończeniu sezonu odmówił dalszej gry w Fiorentinie i zdecydował się przenieść do AS Romy.

### AS Roma
6 sierpnia 2015, Salah został wypożyczony do Romy, wraz z opcją wykupu za kwotę 15 mln funtów. Pod koniec sezonu 2015/2016 został najlepszym graczem w klubie. Przez cały sezon zdobył piętnaście bramek, dokładając do tego sześć asyst. 3 sierpnia rzymski klub ogłosił, że piłkarz został wykupiony na stałe.

### Liverpool
22 czerwca 2017, Salah zgodził się na transfer do Liverpoolu. Podpisał długoterminową umowę, a kwota transferu wyniosła 42 mln euro, która może wzrosnąć do 50 mln. Został tym samym najdroższym zawodnikiem w historii klubu (miano to utracił pół roku później na rzecz Virgila van Dijka). 12 sierpnia podczas inauguracyjnego meczu Premier League, zdobył pierwszą bramkę w barwach nowej drużyny w zremisowanym 3:3 meczu z Watfordem. Został wybrany przez kibiców The Reds najlepszym zawodnikiem zespołu w sierpniu. 1 czerwca 2019 Salah wygrał z Liverpoolem Ligę Mistrzów. Jego gol z rzutu karnego był trzecią najszybciej zdobytą bramką w historii finałów tych rozgrywek. W sezonie ligi mistrzów 2022/23 strzelił najszybszego hattricka w historii tych rozgrywek (6 minut, 12 sekund).

## Styl gry
Salah gra jako skrzydłowy, chociaż ustawiany jest również na pozycji napastnika. Jest obdarzony znakomitym dryblingiem i dysponuje niesamowitym przyspieszeniem. Jego umiejętności techniczne i tempo gry, oraz styl poruszania się po boisku, sprawiły, że został nazwany egipskim Messim. Salah dysponuje dobrym strzałem zza pola karnego, oraz świetnie wykonuje stałe fragmenty gry. Podczas pobytu w Chelsea, ówczesny menedżer José Mourinho mówił o zawodniku: Jest młody, szybki, kreatywny, wygląda na skromnego człowieka, który w pełni poświęca się dla zespołu.

## Statystyki

### Klubowe
Aktualne na 5 maja 2024
| Klub                  | Sezon              | Liga  | Liga   | Puchar kraju | Puchar kraju | Puchar ligi | Puchar ligi | Europa | Europa | Inne  | Inne   | Ogólnie | Ogólnie |
| Klub                  | Sezon              | Mecze | Bramki | Mecze        | Bramki       | Mecze       | Bramki      | Mecze  | Bramki | Mecze | Bramki | Mecze   | Bramki  |
| --------------------- | ------------------ | ----- | ------ | ------------ | ------------ | ----------- | ----------- | ------ | ------ | ----- | ------ | ------- | ------- |
| El Mokawloon          | 2009/2010          | 3     | 0      | 2            | 0            | –           | –           | –      | –      | –     | –      | 5       | 0       |
| El Mokawloon          | 2010/2011          | 20    | 4      | 4            | 1            | –           | –           | –      | –      | –     | –      | 24      | 5       |
| El Mokawloon          | 2011/2012          | 15    | 7      | 0            | 0            | –           | –           | –      | –      | –     | –      | 15      | 7       |
| El Mokawloon          | Ogólnie            | 38    | 11     | 6            | 1            | 0           | 0           | 0      | 0      | 0     | 0      | 44      | 12      |
| FC Basel              | 2012/2013          | 29    | 5      | 5            | 3            | –           | –           | 16     | 2      | –     | –      | 50      | 10      |
| FC Basel              | 2013/2014          | 18    | 4      | 1            | 1            | –           | –           | 10     | 5      | –     | –      | 29      | 10      |
| FC Basel              | Ogólnie            | 47    | 9      | 6            | 4            | 0           | 0           | 26     | 7      | 0     | 0      | 79      | 20      |
| Chelsea               | 2013/2014          | 10    | 2      | 1            | 0            | 0           | 0           | 0      | 0      | –     | –      | 11      | 2       |
| Chelsea               | 2014/2015          | 3     | 0      | 1            | 0            | 2           | 0           | 2      | 0      | –     | –      | 8       | 0       |
| Chelsea               | Ogólnie            | 13    | 2      | 2            | 0            | 2           | 0           | 2      | 0      | 0     | 0      | 19      | 2       |
| ACF Fiorentina (wyp.) | 2014/2015          | 16    | 6      | 2            | 2            | –           | –           | 8      | 1      | –     | –      | 26      | 9       |
| AS Roma (wyp.)        | 2015/2016          | 34    | 14     | 1            | 0            | –           | –           | 7      | 1      | –     | –      | 42      | 15      |
| AS Roma               | 2016/2017          | 31    | 15     | 2            | 2            | –           | –           | 8      | 2      | –     | –      | 41      | 19      |
| AS Roma               | Ogólnie            | 65    | 29     | 3            | 2            | 0           | 0           | 15     | 3      | 0     | 0      | 83      | 34      |
| Liverpool             | 2017/2018          | 36    | 32     | 1            | 1            | 0           | 0           | 15     | 11     | –     | –      | 52      | 44      |
| Liverpool             | 2018/2019          | 38    | 22     | 1            | 0            | 1           | 0           | 12     | 5      | –     | –      | 52      | 27      |
| Liverpool             | 2019/2020          | 34    | 19     | 2            | 0            | 0           | 0           | 8      | 4      | 4     | 0      | 48      | 23      |
| Liverpool             | 2020/2021          | 37    | 22     | 2            | 3            | 1           | 0           | 10     | 6      | 1     | 0      | 51      | 31      |
| Liverpool             | 2021/2022          | 35    | 23     | 2            | 0            | 1           | 0           | 13     | 8      | –     | –      | 51      | 31      |
| Liverpool             | 2022/2023          | 38    | 19     | 3            | 1            | 1           | 1           | 8      | 8      | 1     | 1      | 51      | 30      |
| Liverpool             | 2023/2024          | 30    | 18     | 1            | 1            | 2           | 1           | 9      | 5      | –     | –      | 42      | 25      |
| Liverpool             | Ogólnie            | 248   | 155    | 12           | 6            | 6           | 2           | 75     | 47     | 6     | 1      | 347     | 211     |
| Ogólnie w karierze    | Ogólnie w karierze | 428   | 212    | 31           | 15           | 8           | 2           | 126    | 58     | 6     | 1      | 599     | 288     |

### Reprezentacyjne
(aktualne na 19 listopada 2023)
| Reprezentacja | Rok | Mecze | Bramki |
| ------------- | --- | ----- | ------ |
| Egipt         |     |       |        |
| 2011          | 2   | 1     |        |
| 2012          | 15  | 7     |        |
| 2013          | 10  | 9     |        |
| 2014          | 9   | 5     |        |
| 2015          | 4   | 2     |        |
| 2016          | 6   | 5     |        |
| 2017          | 11  | 5     |        |
| 2018          | 6   | 7     |        |
| 2019          | 5   | 2     |        |
| 2020          | 0   | 0     |        |
| 2021          | 7   | 2     |        |
| 2022          | 12  | 4     |        |
| 2023          | 8   | 6     |        |
| 2024          | 3   | 1     |        |
| Ogólnie       | 98  | 56    |        |

## Sukcesy

### FC Basel
- Mistrzostwo Szwajcarii: 2012/2013, 2013/2014

### Liverpool
- Mistrzostwo Anglii: 2019/2020, 2024/2025
- Puchar Anglii: 2021/2022
- Puchar Ligi Angielskiej: 2021/2022, 2023/24
- Tarcza Wspólnoty: 2022
- Liga Mistrzów UEFA: 2018/2019
- Superpuchar Europy UEFA: 2019
- Klubowe mistrzostwo świata: 2019

### Egipt
Puchar Narodów Afryki
- Wicemistrzostwo: 2017, 2021

### Egipt U-20
Mistrzostwa Afryki U-20
- 3. miejsce: 2011

### Indywidualne
- Król strzelców Premier League: 2017/2018 (32 gole), 2018/2019 (22 gole)[c], 2021/2022 (23 gole)[d]

### Wyróżnienia
- Piłkarz Roku FIFA (3. miejsce): 2018[19], 2021[20]
- Piłkarz Roku UEFA (3. miejsce): 2017/2018[21]
- Golden Foot: 2021[22]
- Gracz roku w Swiss Super League: 2013
- Złoty chłopiec UAFA: 2013
- Gracz sezonu w AS Roma: 2015/16
- Piłkarz roku w Afryce: 2017, 2018
- Piłkarz roku w Afryce według BBC: 2017, 2018
- Gracz sezonu Premier League: 2017/18
- Drużyna sezonu Ligi Mistrzów UEFA: 2017/2018
- Drużyna roku według ESM: 2017/18
- Gracz sezonu w Liverpool: 2017/18
- Gracz sezonu w Liverpool według kibiców: 2017/2018
- Piłkarz roku w Anglii (FWA): 2017/18
- Gracz roku według Football Supporters' Federation: 2018
- Nagroda FIFA im. Ferenca Puskása: 2018
- Time 100: 2019
- Złota Piłka Klubowych mistrzostw świata: 2019
- Piłkarz dekady CAF według IFFHS: 2011–2020
- Drużyna dekady CAF według IFFHS: 2011–2020
- Jedenastka roku według L’Équipe: 2021[23]
- Jedenastka rundy jesiennej według Goal.com: 2021/2022[24]

## Rekordy
- Najskuteczniejszy afrykański zawodnik w historii Premier League: 137 goli
- Najskuteczniejszy egipski zawodnik w historii Premier League: 137 goli
- Najskuteczniejszy afrykański zawodnik w historii Liverpoolu: 184 gole
- Najskuteczniejszy egipski zawodnik w historii Liverpoolu: 184 gole
- Najwięcej goli lewą nogą w Premier League: 107 goli

## Życie prywatne
Salah poślubił Magi Sadeq w 2013. Ich pierwsza córka o imieniu Mekka urodziła się w 2014. Otrzymała imię od pierwszego objawienia w Koranie i urodziła się w szpitalu Westminster w południowo-zachodnim Londynie. Salah jest muzułmaninem i często celebruje gole, wykonując tzw. sudżud. W 2018 otrzymał honorowe obywatelstwo Czeczenii. W 2020 na świat przyszła druga córka Salaha i Magi, której rodzice nadali imię Kayan.